# Joseph Paul-Boncour
Joseph Paul-Boncour, né le 4 août 1873 à Saint-Aignan (Loir-et-Cher) et mort le 28 mars 1972 à Paris, est un avocat et homme politique français considéré comme l'un des plus grands orateurs de son temps.

## Formation
Augustin Alfred Joseph Paul-Boncour est le fils de Louis Come dit « Paul Boncour », médecin. Ambitionnant de rejoindre la Marine, il entre en 1888 à l'école Saint-Charles de Saint-Brieuc afin de préparer le concours d'entrée à l’École navale. Il poursuit ensuite des études de droit à Paris et renonce à ce projet pour devenir avocat. Le 24 janvier 1900, Paul-Boncour soutient sa thèse de doctorat en droit sous le titre Les rapports de l’individu et des groupements professionnels. Attiré par les idées de la Revue socialiste, fondée par Benoît Malon, sans pour autant adhérer à un parti, il choisit, avec quelques amis, de défendre les grévistes. À partir de la fin de l’année 1900, il appuie le Conseil judiciaire de la Bourse du travail de Paris, fondé l'année précédente par des militants de l’Union des syndicats du département de la Seine.

## Parcours politique

### Ascension (1899-1916)
De 1899 à 1902, il est secrétaire particulier de Pierre Waldeck-Rousseau, président du Conseil. En 1904, il est élu conseiller municipal de sa ville natale. Deux ans plus tard, il devient directeur de cabinet de René Viviani, socialiste proche de Jean Jaurès, qui a refusé d'adhérer à la SFIO et devient le premier ministre du Travail français. Il commence sa carrière parlementaire comme député de Loir-et-Cher, élu lors d'une élection partielle en janvier 1909, réélu aux élections générales de 1910. Il est ministre du Travail et de la Prévoyance sociale dans le gouvernement Monis, entre mars et juin 1911. A ce poste, il a pour mission de mettre en application la loi sur les retraites ouvrières et paysannes (ROP) promulguée en avril 1910. Après la chute du gouvernement, il consacre son activité de parlementaire à la promotion de cette loi, refusant même un poste de sous-secrétaire d'État aux Beaux-Arts, qui lui est proposé en 1912 par Joseph Caillaux. À la Chambre des députés, Paul-Boncour apporte une contribution à la constitution d'un groupe parlementaire républicain-socialiste.

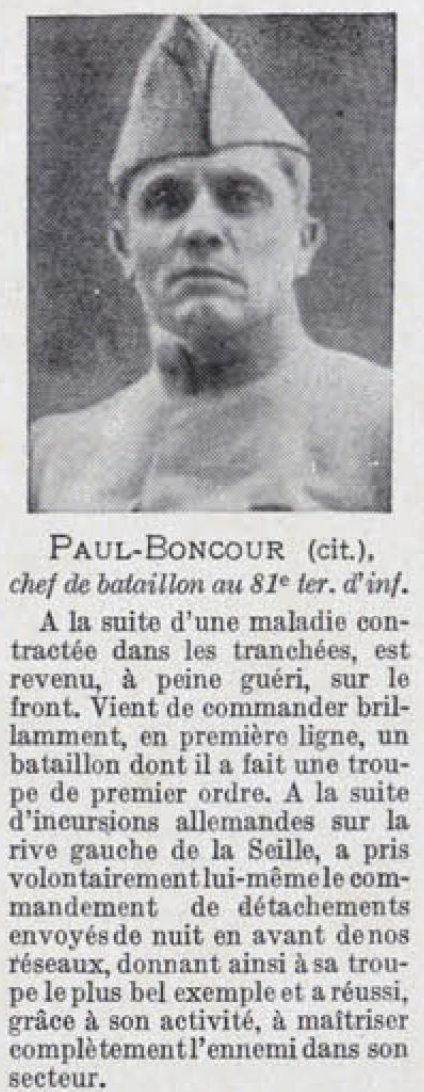
Citation de Joseph Paul-Boncour, chef de bataillon au territorial d'infanterie, rapportée dans les tableaux d'honneur de la Grande Guerre.

En 1914, il perd son siège de député face à Victor Legros avec un écart de seulement 34 voix. Officier de réserve, il est dans un premier temps affecté à la défense du camp retranché de Paris. L'ancien ministre du Travail est envoyé négocier l'embauche des terrassiers. Il passe le reste de la Première Guerre mondiale au sein de divers états-majors et ponctuellement au front.

### Socialiste indépendant (1916-1948)
En 1916, il adhère à la SFIO. En mars 1919, il est le principal avocat de la famille Jaurès dans le procès de Raoul Villain. Cette même année, il est élu député du département de la Seine et réélu en 1924. À la Chambre des députés, il est membre de la commission de l'armée et de celle chargée des affaires étrangères. Ce sont désormais les deux questions auxquelles il consacre l'essentiel de son travail. Partisan convaincu d'une politique de paix, il pense pour autant qu'une politique vigilante des armements est nécessaire.
De 1920 à 1923, il dirige l’hebdomadaire Floréal.
En 1924, il quitte le département de la Seine, dont la fédération est la plus à gauche de la SFIO, pour le Tarn. Il est élu député de ce département lors des élections législatives tenues cette année-là, et réélu en 1928. La même année, il devient président de la commission des affaires étrangères.
Président du Conseil de la Défense nationale, il fait approuver par la Chambre des députés, le 7 mars 1927, un projet de loi prévoyant la mobilisation en temps de guerre « de tous les Français sans distinction d'âge et de sexe. » Alors que les femmes ne bénéficient pas des droits politiques, une mobilisation féminine (non combattante) est ainsi envisagée pour la première fois en France . Elle entraîne une forte opposition d'une coalition d'organisations féministes, pacifistes, antimilitaristes et chrétiennes.

« On refuse le droit de vote aux femmes et on dispose de leur vie et de leur conscience sans leur consentement. »

— Lettre ouverte à Joseph Paul-Boncour, Gabrielle Duchêne, au nom de la Ligue internationale des femmes pour la paix et la liberté, citée par Marie-Michèle Doucet, « Les femmes pacifistes et les parlementaires français : l’exemple du projet de loi Paul-Boncour de 1927 », Parlement[s], Revue d'histoire politique, n° 26, 2017/2, p.110
Le projet de loi est provisoirement abandonné en 1928.

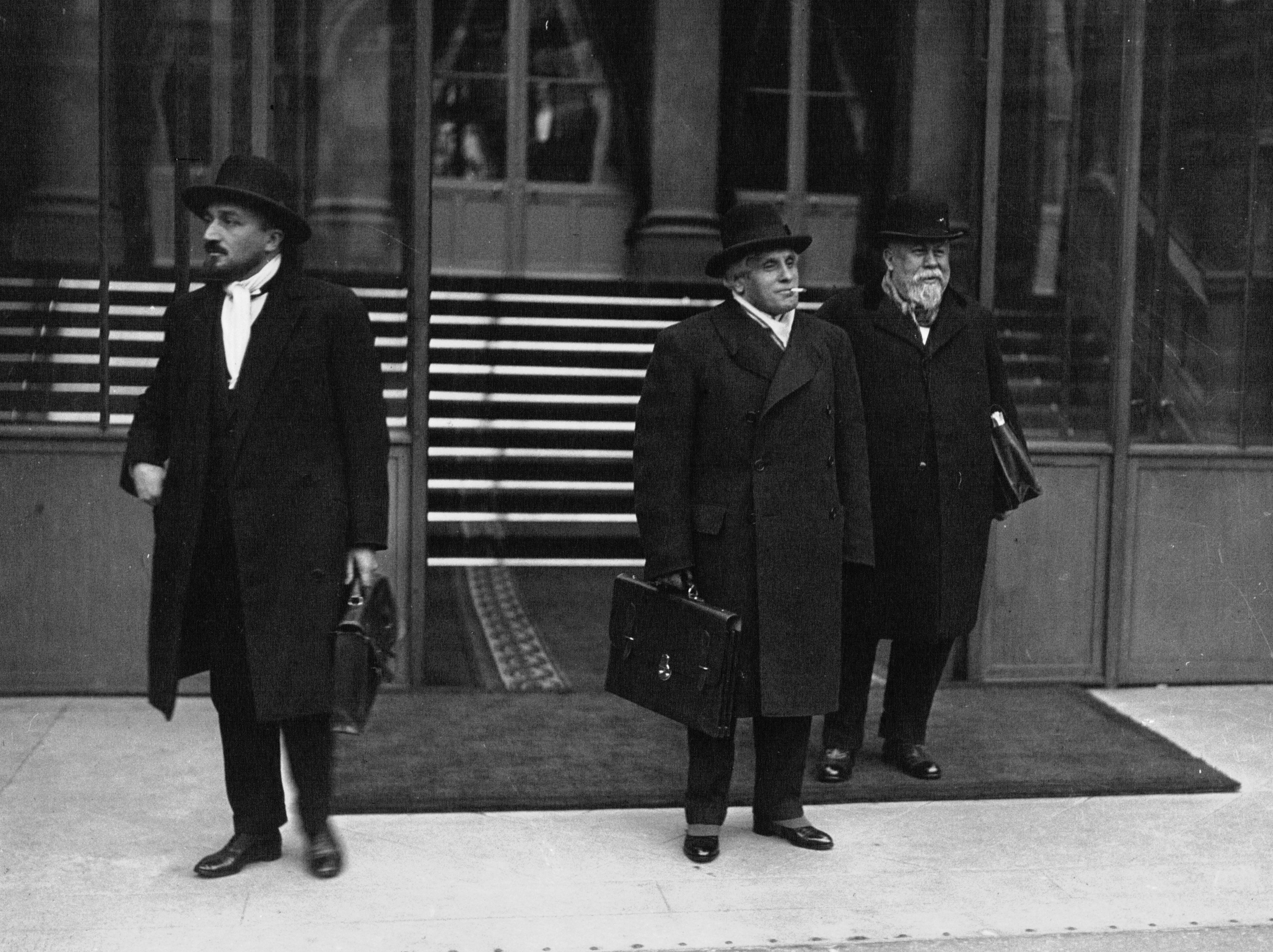
Eugène Frot, Joseph Paul-Boncour et Henry Chéron, en 1933, à la sortie de l'Élysée.

En désaccord avec la SFIO sur la question de la participation au gouvernement et sur le vote des crédits militaires, il quitte ce parti en 1931 et revient au Parti républicain-socialiste, lequel se fond en 1935 dans l'Union socialiste républicaine.
Sénateur de Loir-et-Cher (1931-1940), puis délégué de la France à la SDN et ministre de la Guerre (1932), il est président du Conseil des ministres du 18 décembre 1932 au 28 janvier 1933 (voir gouvernement Joseph Paul-Boncour), après la chute du gouvernement d'Édouard Herriot. Il fut ensuite ministre des Affaires étrangères jusqu'en février 1934. À ce titre, il participa avec Herriot au rapprochement avec l'Union soviétique contre l'Allemagne nazie : signature d'un pacte de non-agression en 1932, envoi d'un attaché militaire à Moscou l'année suivante. Il tente aussi de resserrer les liens avec la Yougoslavie et d'apaiser les relations avec l'Italie, pour éviter un isolement de la France.
Paul-Boncour est ensuite ministre d'État délégué dans le cabinet d'Albert Sarraut (janvier-juin 1936) et à nouveau délégué de la France à Genève à la SDN. Il redevient ministre des Affaires étrangères au printemps 1938, mais pour peu de temps, et c'est cette fois en vain qu'il tente d'imposer une politique de fermeté face à Adolf Hitler et de réalisme avec l'URSS dans le but d'en faire une alliée, telle que l'avait été la Russie tsariste en 1914. L'ambassadeur du Royaume-Uni à Paris, partisan de l'apaisement face à Hitler, semble être un de ceux qui ont obtenu son départ.
Aboutissement d'un projet élaboré en 1927, la loi Paul-Boncour du 11 juillet 1938 « sur l’organisation de la nation pour le temps de guerre » permet pour la première fois une mobilisation légale et officielle des femmes.
Face à l'agitation créée par la débâcle de 1940 et aux propositions de Pierre Laval pour confier au maréchal Pétain les pleins pouvoirs (exécutif, législatif et constituant), il rallie vingt-cinq de ses collègues anciens combattants autour d'un contre-projet. Ce dernier confirme les pleins pouvoirs au maréchal sauf le pouvoir constituant. Il vota donc contre les pleins pouvoirs au maréchal Pétain le 10 juillet 1940 et devient, par la suite, président de l'association des Quatre-vingt qui réunissait les parlementaires s'opposant à Pétain et à Pierre Laval. Sa propriété de Loir-et-Cher étant à cheval sur la ligne de démarcation durant la guerre, il aida certains résistants qui souhaitaient passer en zone libre, par exemple Jacques Baumel, dont il connaissait bien le père. Le 6 juin 1944, traqué par la Gestapo, il rejoignit un maquis dans le Lot. En 1949, il est promu dans l'ordre de la Légion d'honneur pour sa participation à la Résistance (il avait déjà été décoré à titre civil en 1907, comme directeur de cabinet de Viviani, et à titre militaire pour son comportement courageux au front, pendant le premier conflit mondial).
Il retourne à la SFIO après la Libération. Membre de l'Assemblée consultative (1944) puis du Conseil de la République (1946-1948), il participe à la conférence de San Francisco, où il signe la charte des Nations unies (1946).

## Ligue des droits de l'homme et dernières années
En 1948, il se retire de la vie politique pour présider la Fédération internationale des ligues des droits de l'homme de 1948 à 1972.
Il meurt à près de 99 ans, étant alors le doyen des présidents du Conseil de la IIIe République. Il est inhumé à Saint-Aignan.

## Détail des fonctions gouvernementales
- Ministre du Travail et de la Prévoyance sociale du 2 mars au 27 juin 1911 dans le gouvernement Ernest Monis
- Ministre de la Guerre du 3 juin au 18 décembre 1932 dans le gouvernement Édouard Herriot (3)
- Président du Conseil et Ministre des Affaires Étrangères du 18 décembre 1932 au 31 janvier 1933 dans le gouvernement Joseph Paul-Boncour
- Ministre des Affaires Étrangères du 31 janvier 1933 au 30 janvier 1934 dans les gouvernements Édouard Daladier (1), Albert Sarraut (1) et Camille Chautemps (2)
- Ministre de la Défense Nationale et de la Guerre du 4 au 9 février 1934 dans le gouvernement Édouard Daladier (2)
- Ministre d'État, délégué permanent à Genève du 24 janvier au 4 juin 1936 dans le gouvernement Albert Sarraut (2)
- Ministre des Affaires Étrangères du 13 mars au 10 avril 1938 dans le gouvernement Léon Blum (2)

## Décorations
- Grand officier de la Légion d'honneur en 1961
  -  Commandeur de la Légion d'honneur en 1949
  -  Officier de la Légion d'honneur en 1918
  -  Chevalier de la Légion d'honneur en 1907
- Officier de l'ordre des Palmes académiques
- Chevalier de l'ordre du Mérite agricole

## Ouvrages
- Les Rapports de l'individu et des groupements professionnels, Alcan, 1900 (sa thèse de doctorat en droit).
- Le Fédéralisme économique, étude sur les rapports de l'individu et des groupements professionnels, Alcan, 1900, 2e éd., 1901 (préface de Waldeck-Rousseau).
- Les Syndicats de fonctionnaires, Cornély, 1906 (préface d'Anatole France).
- Art et démocratie, Paul Ollendorff, 1912.
- Les Retraites, la mutualité, la politique sociale, Bordeaux, Librairie de la Mutualité, 1912.
- Lamennais, Alcan, 1928.
- Trois plaidoiries, Attintger, 1934.
- Le Racisme contre la Nation, Le Droit de vivre, 1938.
- Entre-deux-guerres. Souvenirs de la IIIe République, trois vol., Paris, Plon, 1945-1946 : tome I, Les luttes républicaines, 1877-1918 ; tome II, Les lendemains de la victoire, 1919-1934 ; tome III, Sur les chemins de la défaite, 1935-1940.

Les papiers personnels de Joseph Paul-Boncour sont conservés aux Archives nationales sous la cote 424AP